# Bandera de Buckinghamshire
La bandera de Buckinghamshire és la bandera del comtat anglès de Buckinghamshire. La bandera representa sobre un camp bicolor vermell i negre un cigne blanc encadenat d'or. L'emblema del cigne es remunta a l'època anglosaxona quan el comtat era conegut per criar cignes per al rei. La bandera es va registrar a l'Institut de la Bandera el 20 de maig de 2011.

## Disseny
Aquesta és la bandera tradicional de Buckinghamshire que presenta un cigne encadenat (The Bohun swan) d'or sobre un bicolor de vermell i negre. El cigne de Bohun també conegut com a cigne de Bucks era una ensenya heràldica utilitzada originalment a Anglaterra per la família noble medieval de Bohun, comtes d'Hereford i comtes d'Essex. El cigne també apareix a les armes d'algunes de les ciutats històriques de Buckinghamshire, com Aylesbury, Buckingham, Chesham, Marlow i High Wycombe.

### Colors
| Scheme  | Vermell   | Negre     | Blanc     | Groc      |
| ------- | --------- | --------- | --------- | --------- |
| Pantone | 186C      | Negre     | Blanc     | 116C      |
| RGB     | 200-16-46 | 0-0-0     | 255-205-0 |           |
| HTML    | #c8102e   | #000000   | #FFFFFF   | #FFCD00   |
| CMYK    | 0-27-94-0 | 0-0-0-100 | 0-0-0-0   | 5-99-84-0 |